# Louis Marie Maximilien de Caffarelli du Falga
Pour les articles homonymes, voir Caffarelli.
Pour les autres membres de la famille, voir Famille de Caffarelli.
Louis Marie Maximilien de Caffarelli du Falga, dit Maximilien Caffarelli, né le 13 février 1756 au château du Falga (Haute-Garonne) et mort le 27 avril 1799 au siège de Saint-Jean-d’Acre, est un général de brigade de la Révolution française, connu pour sa témérité, qui lui valut de nombreuses blessures, avant de mourir au combat.

## Biographie
Il naît dans une famille d’origine italienne, installée en France depuis un siècle. Élève de l’École royale et militaire de Sorèze, il intègre ensuite l’École royale du génie de Mézières. Officier du génie, il va de garnisons en garnisons jusqu’à ce qu’il reprenne l’administration du domaine familial en 1786. Il est capitaine en avril 1791. Nommé en 1792 officier d’artillerie à l’armée du Rhin, il refuse seul, après la journée du 10 août, de reconnaître la déchéance de Louis XVI : il est alors suspendu de ses fonctions et subit une détention de quatorze mois.
Réintégré sur recommandation de Sieyès dans l’armée en avril 1795 comme chef de bataillon et sous-directeur des fortifications à l’armée de Sambre-et-Meuse, sous les ordres de Jean-Baptiste Kléber puis de François Séverin Marceau, il reçoit un boulet de canon dans la jambe gauche le 17 décembre 1795 au passage de la Nahe ; après une longue période d’alitement, il perdra sa jambe.
Promu général de brigade ce même 17 décembre 1795, il continue à servir avec une jambe de bois, commandant le génie à l’armée d'Angleterre, qui devient l’armée d’Orient quand elle part pour la campagne d'Égypte.
Maximilien Caffarelli, qui a tenu un rôle primordial dans la préparation de l’expédition, va donner en Égypte toute la mesure de son talent : améliorer la protection du Caire, faciliter la liaison entre Alexandrie et le Nil, participer à la création de l’Institut d’Égypte.

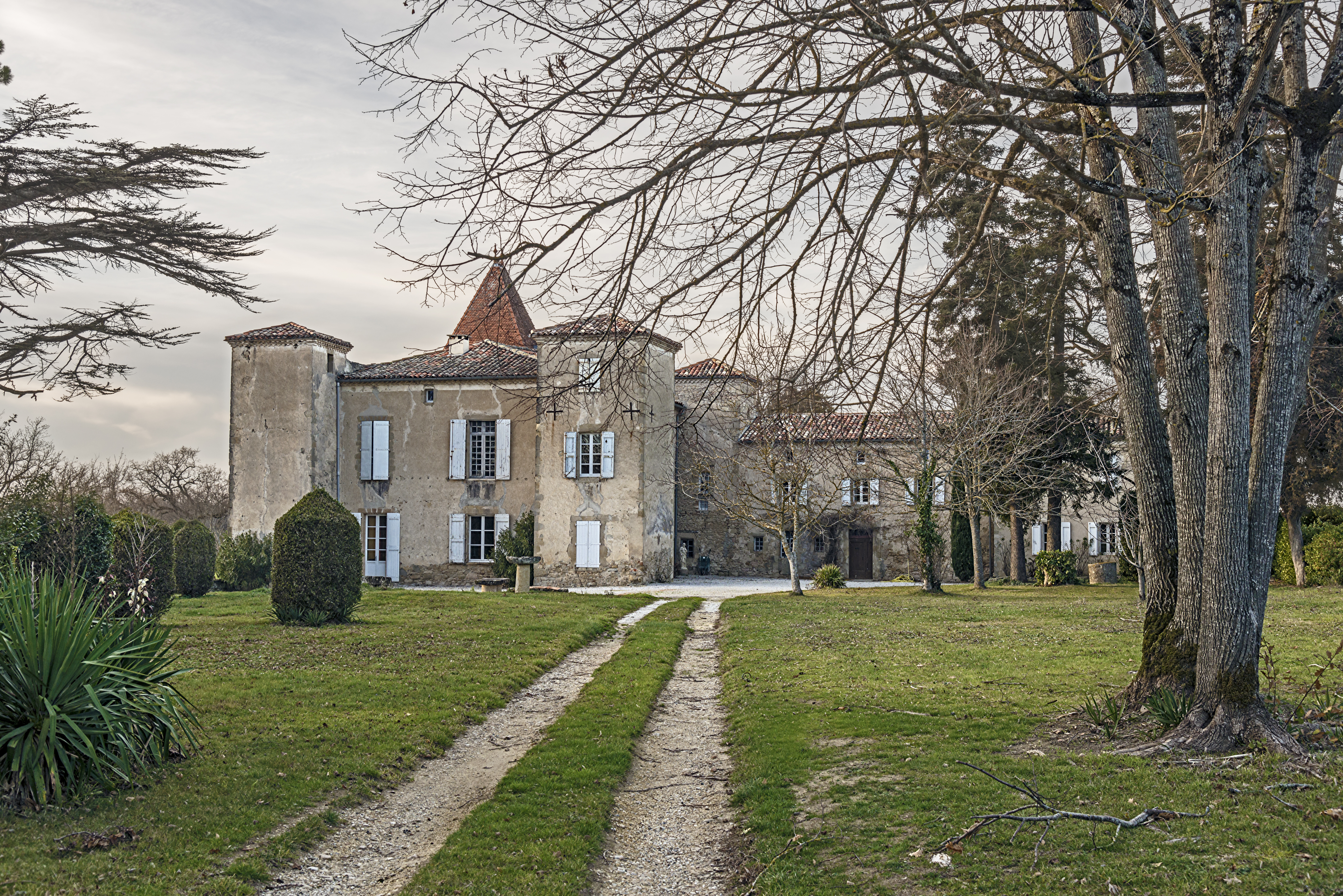
Château du Falga
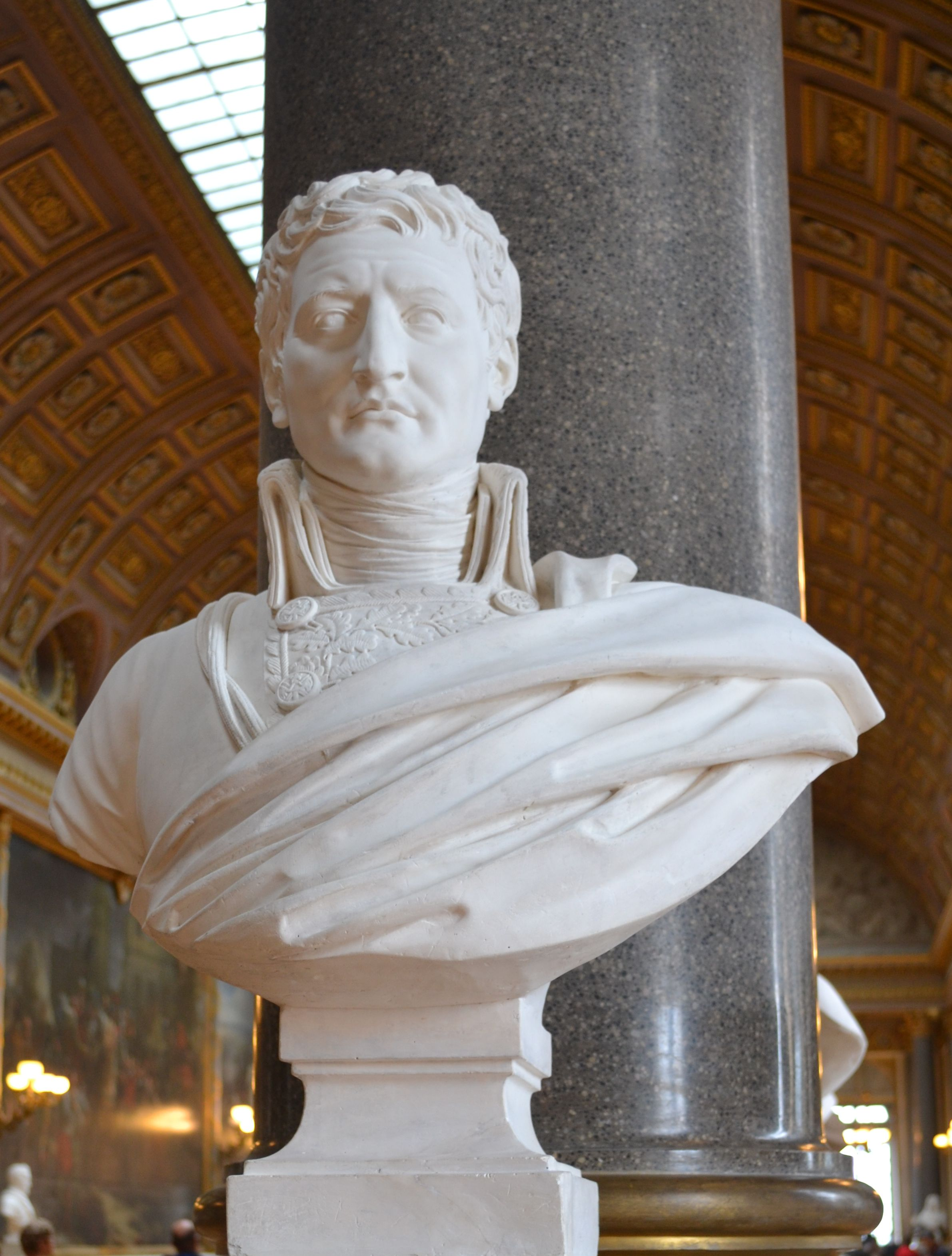
Buste de Louis Marie Maximilien de Caffarelli du Falga, galerie des Batailles du château de Versailles
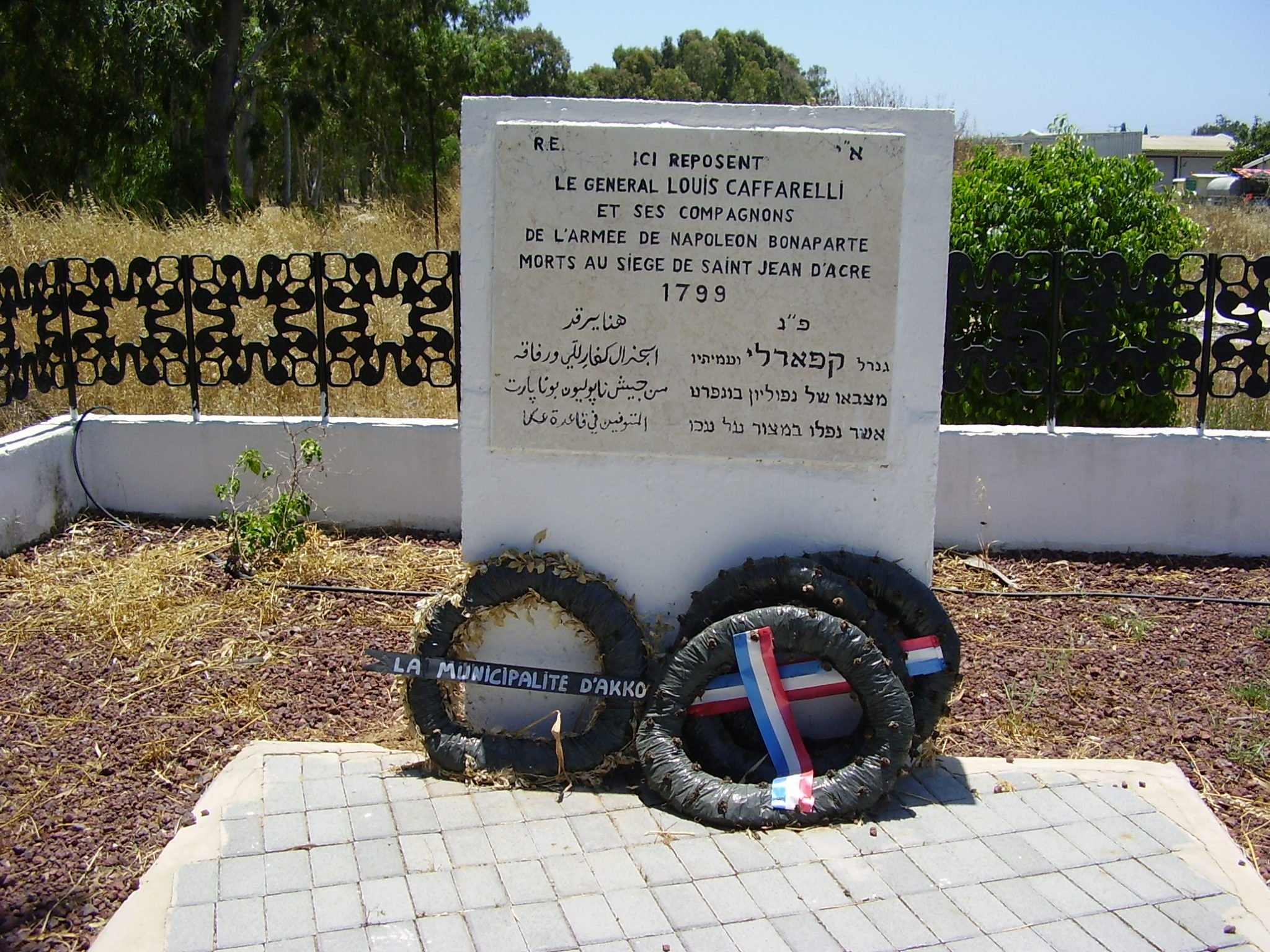
Tombeau du général du Falga à Saint-Jean-d’Acre (aujourd’hui en Israël)
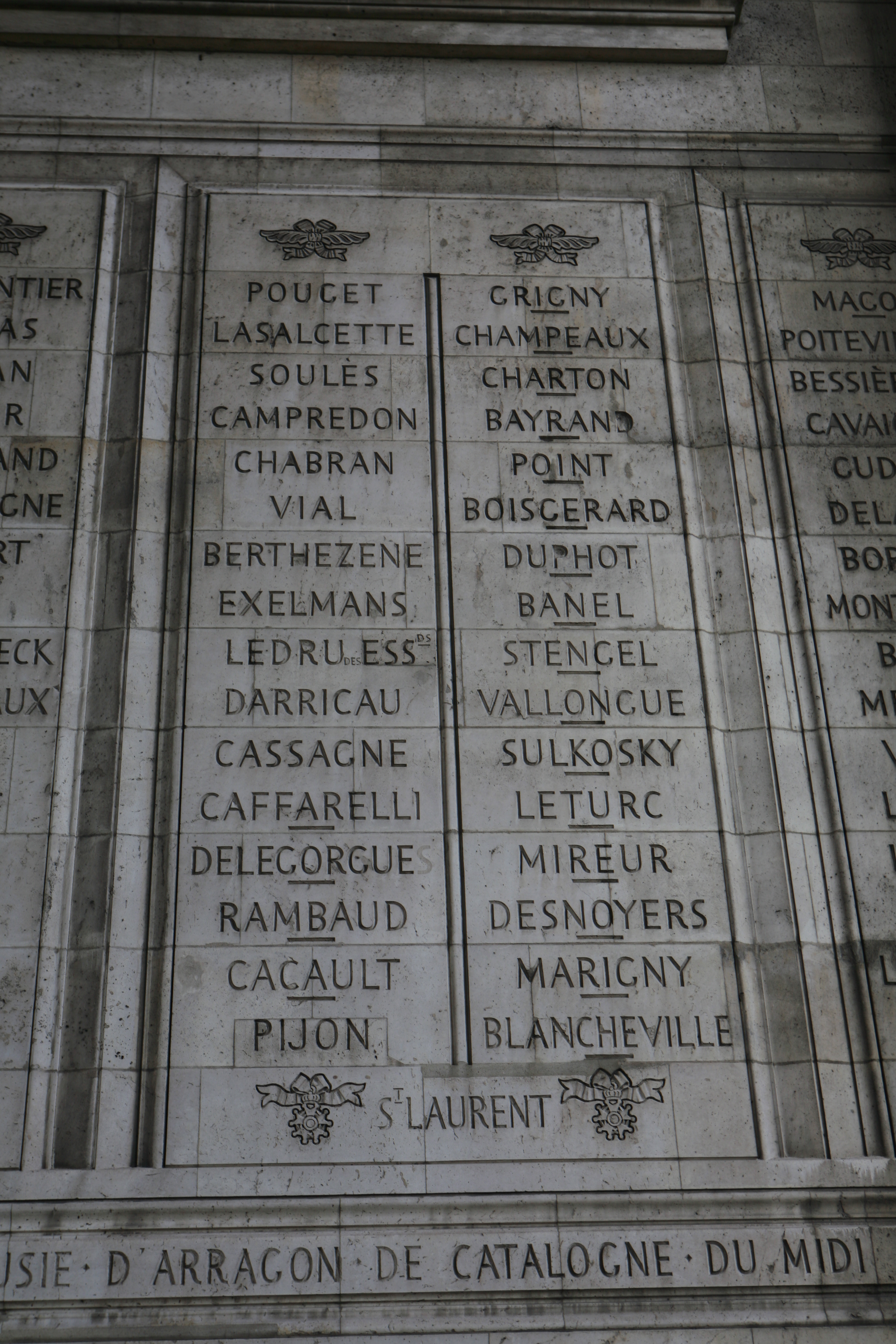
27e colonne de l’arc de triomphe de l'Étoile

On le voit à l’action à la prise de Malte et d’Alexandrie, il fortifie Le Caire. Le 11 août 1798, près de Salheyeh, il charge sabre au clair, combat au corps à corps. Sa témérité lui vaut une sévère semonce du général en chef. Il est encore à la prise de Jaffa, au siège de Saint-Jean-d'Acre, où il perd son bras droit et meurt le 27 avril 1799 des suites de ses blessures.
Ses activités militaires ne l’ont pas empêché de prendre une part active aux travaux scientifiques de l’expédition d’Égypte. Napoléon Bonaparte avait une estime particulière pour lui et disait : « Caffarelli, au moins, n’est pas un idéologue », ajoutant que « c’était un homme de bien, brave soldat, fidèle aussi, bon citoyen ».
Il était associé de l’Institut de France.
Son personnage, joué par Michel Piccoli, est le héros du film de Youssef Chahine, Adieu Bonaparte (1985).

## Hommage, honneurs, mentions...
- Le nom de CAFFARELLI (le trait figurant sous le nom rappelle qu’il est mort au combat) est gravé au côté Sud (27e colonne) de l’arc de triomphe de l’Étoile, à Paris. CAFFARELLI A. son frère (Marie François Auguste de Caffarelli du Falga, 1766-1849) a lui aussi son nom gravé au côté Sud (21e colonne).
- La rue Caffarelli est une voie de l’actuel 3e arrondissement de Paris (quartier des Enfants-Rouges) qui a reçu par le décret ministériel du 9 septembre 1809 le nom de Louis Marie Joseph Maximilien Caffarelli (1756-1799), mort au siège de Saint-Jean-d’Acre.
- Son Buste figure dans la Salle des Illustres du Capitole de Toulouse.
- Le nom de Caffarelli est associé à celui de Jean Dominique Compans pour nommer un quartier de Toulouse, Compans-Caffarelli.
- Le nom de Caffarelli est donné à une rue bordant l'Orne dans la ville de Caen.
- À noter que la principale porte d’accès de la base navale de Brest porte le nom de Caffarelli en hommage à son frère Marie François Auguste de Caffarelli du Falga, officier de marine et premier préfet maritime de Brest.
- Dans le film Adieu Bonaparte réalisé par Youssef Chahine, le rôle de Caffarelli est joué par Michel Piccoli.

### Sources
- Marie-Nicolas Bouillet  et Alexis Chassang (dir.), « Louis Marie Maximilien de Caffarelli du Falga » dans Dictionnaire universel d’histoire et de géographie, 1878 (lire sur Wikisource)
- « Louis Marie Maximilien de Caffarelli du Falga », dans Charles Mullié, Biographie des célébrités militaires des armées de terre et de mer de 1789 à 1850, 1852 [détail de l’édition]